# Befrielsesbilleder
Befrielsesbilleder fra 1982 er Lars von Triers afgangsfilm fra Den Danske Filmskole.
Filmen indgår som et 'påskeæg' i dvd-boksen med Europa-trilogien: På dvd-skiven med Epidemic skal man klikke på Alka Seltzer-logoet i én af undermenuerne.